# 俵義文
俵 義文（たわら よしふみ、1941年1月23日 - 2021年6月7日）は、日本の社会運動家。「子どもと教科書全国ネット21」前事務局長、日朝協会事務局長。

## 生涯
福岡県生まれ。福岡県立鞍手高等学校（定時制）卒業。1964年中央大学法学部法律学科卒業、新興出版社啓林館に入社。1965年家永三郎教科書裁判の支援会員になる。労働組合の幹部を務める。
1998年、「子どもと教科書全国ネット21」の結成に参加。事務局長に就任。2000年新興出版社啓林館を定年前に退社、活動に専念する。
出版労連教科書対策部長・同事務局長、教科書検定訴訟を支援する全国連絡会常任委員、子どもと教科書全国ネット21事務局長・同代表委員、日朝協会事務局長、和光大学・立正大学非常勤講師などを歴任。
2021年6月7日、肺がんのため死去。80歳没。

## 著書
- 『子どもたちがねらわれている 教科書はどう変えられたか』学習の友社 シリーズ世界と日本21 1992
- 『教科書攻撃の深層 「慰安婦」問題と「自由主義史観」の詐術』学習の友社 シリーズ世界と日本21 子どもたちがねらわれている 1997
- 『ドキュメント「慰安婦」問題と教科書攻撃』高文研 1997
- 『徹底検証あぶない教科書 「戦争ができる国」をめざす「つくる会」の実態』学習の友社 シリーズ世界と日本21 2001
- 『歴史歪曲教科書を斬る 新しい歴史教科書をつくる会 「戦争ができる国」をめざす「あぶない教科書」がやってくる』国連・憲法問題研究会 2001
- 『あぶない教科書no! もう21世紀に戦争を起こさせないために』花伝社 2005
- 『〈つくる会〉分裂と歴史偽造の深層 正念場の歴史教科書問題』花伝社 2008
- 『日本会議の全貌―知られざる巨大組織の実態』花伝社、2016年6月20日。ISBN 978-4763407818。
- 『戦後教科書運動史』平凡社〈平凡社新書〉、2020年12月17日。ISBN 978-4582859638。

### 共著
- 『小学校教科書を読む 新検定をへて』山住正己共著 岩波ブックレット 1992
- 『中学教科書はどう変えられたか 続・子どもたちがねらわれている』石山久男共著 学習の友社 シリーズ世界と日本21 1993
- 『検証・15年戦争と中・高歴史教科書 新(93～95年度用)旧(81～83年度用)教科書改述の比較 資料集』編著 学習の友社 1994
- 『高校教科書検定と今日の教科書問題の焦点 子どもたちがねらわれているパート3』石山久男共著 学習の友社 シリーズ世界と日本21 1995
- 『とめよう!戦争への教育 教育基本法「改正」と教科書問題』高橋哲哉,石山久男,村田智子共著 子どもと教科書全国ネット21編 学習の友社 シリーズ世界と日本21 2005
- 学校副教材『未来をひらく歴史』 共同執筆、2005
- 『安倍晋三の本性』横田一,本誌取材班,魚住昭,佐高信共著 金曜日 2006
- 『「改正」基本法で教育は「再生」できるか』成嶋隆,木附千晶, 鶴田敦子, 山本由美,石山久男他共著 子どもと教科書全国ネット21編 学習の友社 シリーズ世界と日本21 2007
- 『「村山・河野談話」見直しの錯誤 歴史認識と「慰安婦」問題をめぐって』林博史,渡辺美奈共著 かもがわ出版 安倍新政権の論点 2013
- 『軍事立国への野望 安倍政権の思想的系譜と支持母体の思惑』小森陽一,山田朗,石川康宏,内海愛子共著 かもがわ出版 2015

## 論文
- <俵義文

## 出演
ドキュメンタリー映画
- 『主戦場』（2019年）